# Barbara Jones (atletinja)
Barbara Pearl Jones-Slater, ameriška atletinja, * 26. marec 1937, Chicago, ZDA.
Nastopila je na poletnih olimpijskih igrah v letih 1952 in 1960. Obakrat je osvojila naslov olimpijske prvakinje v štafeti 4x100 m, leta 1952 s svetovnim rekordom 45,9, leta 1960 je nastopila tudi v teku na 100 m in se uvrstila v polfinale. Na panameriških igrah je osvojila dve zlati medalji v štafeti 4x100 m in eno v teku na 100 m.